# 羽尾袋貂属
羽尾袋貂屬（学名：Distoechurus），哺乳綱的一屬，屬於袋鼠目、樹袋貂科。而與羽尾袋貂屬（羽尾袋貂）同科的動物尚有樹頂袋貂屬（樹頂袋貂）。

## 下属物种
本属包括以下物种：
- 羽尾袋貂 Distoechurus pennatus Peters, 1874
- Distoechurus jeanesorum Fabian, Archer, Hand & Beck, 2023[2]